# 泰雷斯島

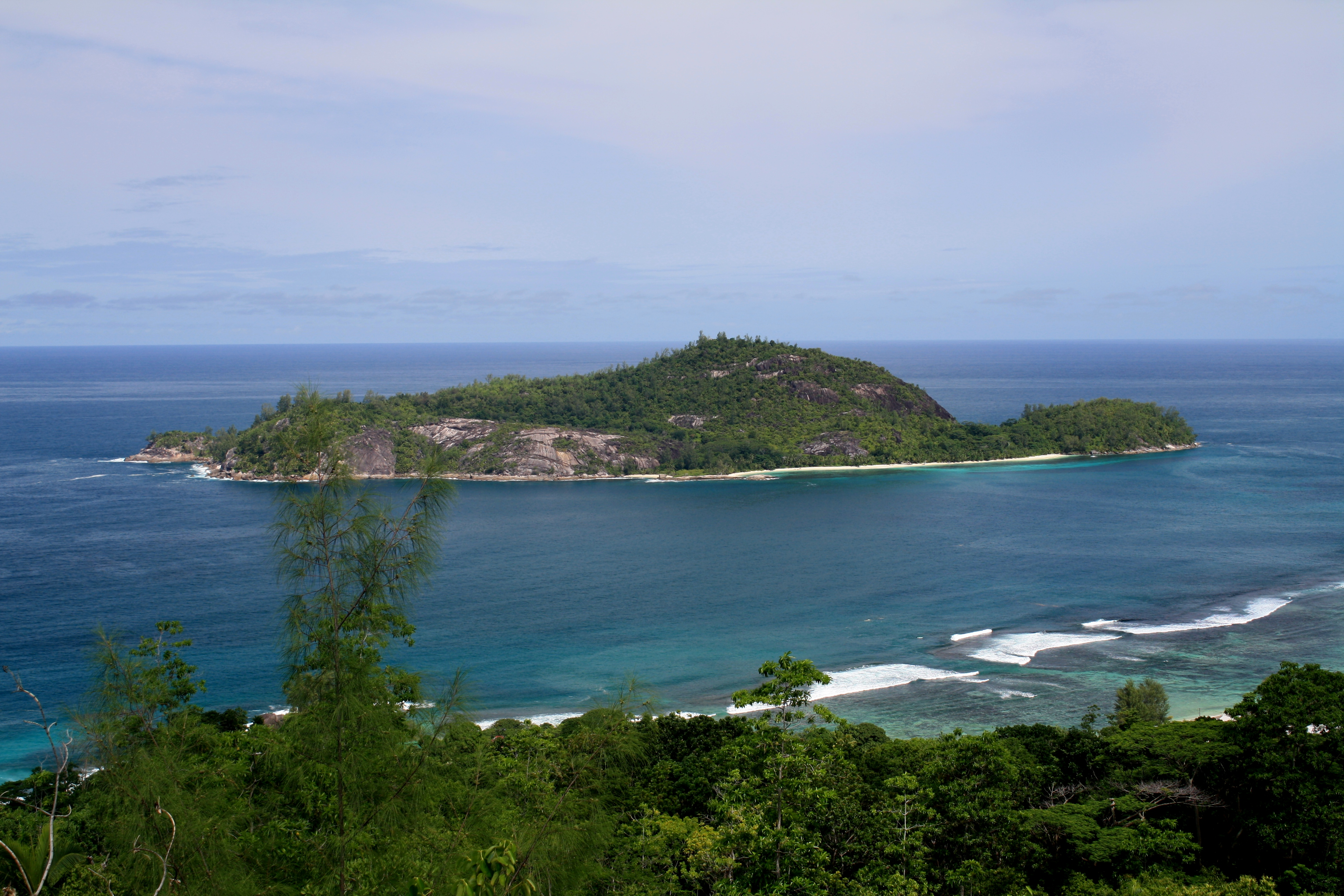

泰雷斯島是塞舌爾的島嶼，位於印度洋海域，距離馬埃島1公里，長1.6公里、寬0.7公里，面積0.74平方公里，最高點海拔高度160米，該島的沙灘全長700米，島上無人居住。
4°40′S 55°24′E / 4.667°S 55.400°E